# McDonnell Douglas F/A-18 HARV
O McDonnell Douglas F/A-18 HARV é uma aeronave experimental modificada de um McDonnell Douglas F/A-18 Hornet usada pela NASA em um programa de três fases para investigar controle de voo em ângulos elevados de ataque utilizando de empuxo vetorial, modificações de controles e strake (LERX). O programa durou de abril de 1987 até setembro de 1996.
A NASA apontou que a primeira fase do projeto realizada no centro de Pesquisa de Voo Armstrong com os pilotos William H. Dana e Ed Schneider completaram o envelope de expansão de voos em fevereiro de 1992. Demonstraram as capacidades incluindo voo estável a aproximadamente 70 graus em ângulo de ataque (anteriormente o máximo era 55 graus) e rolando em taxas altas como 65 graus. O controle de rolagem poderia ser quase impossível acima de 35 graus sem vetorização."